# Werner Bärtschi

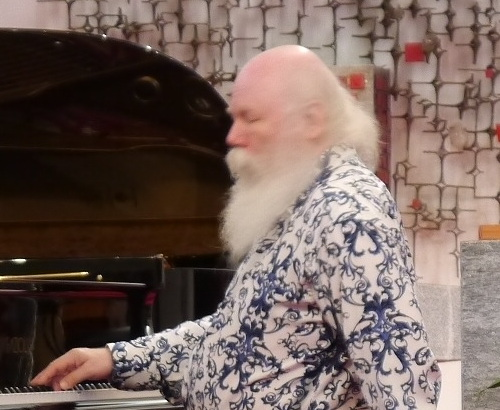
Werner Bärtschi in Saas-Fee (2014)

Werner Bärtschi (* 1. Januar 1950 in Zürich) ist ein Schweizer Komponist und Pianist.

## Leben
Bärtschi studierte Klavier bei Sava Savoff, Jürg Wyttenbach und Rolf Mäser, Komposition bei Armin Schibler, Klaus Huber und Rudolf Kelterborn und Orchesterdirigieren bei Erich Schmid an den Universitäten Zürich und Basel. Beeinflusst wurde er u. a. durch die Musik von John Cage und Dieter Schnebel.
1980 begründete er die Konzertreihe Rezital Zürich. 1987 wurde er künstlerischer Leiter des Musikkollegiums Zürcher Oberland. Von 1990 bis 1992 war er Präsident der Musikkommission der Stadt Zürich. Außerdem ist er Initiator von Zyklen und Festivals wie der Satie-Saison (1980/81), des Ives-Zyklus (1985/86) und der Juni-Festwoche (1991). Bärtschi ist im Komponistensekretariat Zürich aktiv, dem Ulrich Gasser, Max E. Keller, Martin Sigrist und Peter Wettstein angehören. Er ist Herausgeber von Musikschriften und veröffentlichte mehrere LPs und CDs.
Er brachte Werke von u. a. John Cage, Klaus Huber, Wladimir Rudolfowitsch Vogel, Dieter Schnebel, Terry Riley und Wilhelm Killmayer zur Ur-/Erstaufführung.
Zu seinen Schülern gehören Alfons Karl Zwicker und Roger Girod.
Im Jahre 1983 gewann er den Grand Prix du Disque.

## Diskographie (Auswahl)
- Pierre Mariétan (Grammont Porträt, 1992)
- Kreuzende Wege – Komponistensekretariat Zürich (Grammont Porträt, 1997)
- Basel Sinfonietta (Grammont Porträt, 2001)
- Rotondo oder »die Kunst des Fügens« (stv/asm, 2002)
- Marcela Pavia – Max E. Keller (NEOS, 2011)

## Filmografie (Auswahl)
- 1993: Justiz